# Liste der Gesundheitsminister von Schleswig-Holstein
Dieser Artikel enthält eine Liste der Gesundheitsminister von Schleswig-Holstein.

## Gesundheitsminister Schleswig-Holstein (seit 1988)
| Name                                                               | Amtsantritt                                   | Kabinett                                      | Partei                                        |
| Minister für Soziales, Gesundheit und Energie                      | Minister für Soziales, Gesundheit und Energie | Minister für Soziales, Gesundheit und Energie | Minister für Soziales, Gesundheit und Energie |
| ------------------------------------------------------------------ | --------------------------------------------- | --------------------------------------------- | --------------------------------------------- |
| Günther Jansen                                                     | 31. Mai 1988                                  | Engholm I                                     | SPD                                           |
| Minister für Arbeit, Soziales, Jugend, Gesundheit und Energie      |                                               |                                               |                                               |
| Günther Jansen                                                     | 5. Mai 1992                                   | Engholm II                                    | SPD                                           |
| Claus Möller                                                       | 24. März 1993                                 | Engholm II                                    | SPD                                           |
| Minister für Arbeit und Soziales, Jugend und Gesundheit            |                                               |                                               |                                               |
| Heide Moser                                                        | 19. Mai 1993                                  | Simonis I                                     | SPD                                           |
| Minister für Arbeit und Soziales und Gesundheit                    |                                               |                                               |                                               |
| Heide Moser                                                        | 22. Mai 1996                                  | Simonis II                                    | SPD                                           |
| Minister für Arbeit, Gesundheit und Soziales                       |                                               |                                               |                                               |
| Heide Moser                                                        | 28. März 2000                                 | Simonis III                                   | SPD                                           |
| Minister für Soziales, Gesundheit und Verbraucherschutz            |                                               |                                               |                                               |
| Heide Moser                                                        | 1. März 2003                                  | Simonis III                                   | SPD                                           |
| Gitta Trauernicht                                                  | 26. Mai 2004                                  | Simonis III                                   | SPD                                           |
| Minister für Soziales, Gesundheit, Familie, Jugend und Senioren    |                                               |                                               |                                               |
| Gitta Trauernicht                                                  | 27. April 2005                                | Carstensen I                                  | SPD                                           |
| Christian von Boetticher                                           | 21. Juli 2009                                 | Carstensen I                                  | CDU                                           |
| Minister für Arbeit, Soziales und Gesundheit                       |                                               |                                               |                                               |
| Heiner Garg                                                        | 27. Oktober 2009                              | Carstensen II                                 | FDP                                           |
| Minister für Soziales, Gesundheit, Familie und Gleichstellung      |                                               |                                               |                                               |
| Kristin Alheit                                                     | 12. Juni 2012                                 | Albig                                         | SPD                                           |
| Minister für Soziales, Gesundheit, Wissenschaft und Gleichstellung |                                               |                                               |                                               |
| Kristin Alheit                                                     | 16. September 2014                            | Albig                                         | SPD                                           |
| Minister für Soziales, Gesundheit, Jugend, Familie und Senioren    |                                               |                                               |                                               |
| Heiner Garg                                                        | 28. Juni 2017                                 | Günther I                                     | FDP                                           |
| Minister für Justiz, Europa und Gesundheit                         |                                               |                                               |                                               |
| Kerstin von der Decken                                             | 29. Juni 2022                                 | Günther II                                    | CDU                                           |